# Roman Reloaded
Roman Reloaded è un brano musicale della rapper trinidadiana Nicki Minaj, sesta traccia del suo secondo album in studio Pink Friday: Roman Reloaded. 
Il brano è stato fatto ascoltare in anteprima sulla stazione radiofonica Hot 97 il 23 febbraio 2012 per poi essere pubblicato come singolo promozionale sulle piattaforme digitali il giorno successivo. Esso è stato inoltre inviato alle radio statunitensi il 6 marzo 2012. Il brano ha ricevuto critiche generalmente positive, in particolare da MTV e Billboard, che hanno apprezzato il ritorno della Minaj all'hardcore hip hop.

## Tracce
Download digitale
1. Roman Reloaded (con Lil Wayne) - 3:16

## Classifiche
| Classifica (2012) | Posizione massima |
| ----------------- | ----------------- |
| Corea del Sud     | 28                |
| Regno Unito       | 143               |
| Stati Uniti       | 70                |